# Emosónica
Emosónica fue un programa de videos musicales transmitido por MTV Latinoamérica en el cual se transmitían videos musicales mediante una selección por parte de un televidente hecha previamente en la página web de la televisora, donde se pedía al usuario, colocar un número de canciones, de acuerdo a algún tema, y colocar algún mensaje de porque había elegido esa canción, el cual aparecía en el video junto al identificador de señal.
El último tema en plantearse fue: 25 años de MTV.
El programa llegó a su fin en agosto de 2006, puesto a que su horario fue ocupado por el especial de los 100 mejores videos de MTV, con motivo de su 25 aniversario, posteriormente, el programa no volvió a verse.
Cabe destacar que el programa era patrocinado por Motorola, y en sus cortinillas aparecía, el entonces más nuevo modelo de celular Motorola que tenía la primicia de reproducir MP3.